# Friona pleuralis
Friona pleuralis är en stekelart som beskrevs av Cameron 1905. Friona pleuralis ingår i släktet Friona och familjen brokparasitsteklar. Inga underarter finns listade i Catalogue of Life.